# Pete Shelley
Pete Shelley, artiestennaam van Peter McNeish (Leigh, 17 april 1955 – Tallinn, 6 december 2018), was een Brits zanger. Hij was vooral bekend als voorman van de punkband Buzzcocks.

## Loopbaan
Geïnspireerd door de Sex Pistols startte Shelley in 1976 met Howard Devoto de band Buzzcocks. Nadat Devoto in 1977 de band verliet, werd Shelley de zanger. Buzzcocks had vanaf eind 1977 vooral in het Verenigd Koninkrijk succes, met door Shelley geschreven nummers als Orgasm Addict, What Do I Get? en Ever Fallen in Love (With Someone You Shouldn't've). Het laatste lied wordt beschouwd als een punkklassieker en werd in 1987 een internationale hit in de versie van Fine Young Cannibals. 
Shelley bracht in 1980 het reeds in 1974 opgenomen soloalbum Sky Yen uit. Nadat Buzzcocks in 1981 uit elkaar was gegaan, had hij succes met de single Homosapien. Het lied werd door de BBC in de ban gedaan vanwege verwijzingen naar homoseksuele seks. Shelley outte zich in deze periode als biseksueel. Hij bracht in de jaren tachtig nog enkele albums en singles uit. In 1989 werd Buzzcocks nieuw leven ingeblazen.
Shelley verhuisde in 2012 met zijn tweede vrouw naar Estland. Hij overleed in 2018 op 63-jarige leeftijd na een hartaanval.

## Soloalbums
- Sky Yen (1980)
- Hangahar (1980)
- Homosapien (1981)
- XL1 (1983)
- Heaven and the Sea (1986)
- Cinema Music and Wallpaper Sounds (2016)

- Bibsys: 61635
- Bibliothèque nationale de France: cb140454701 (data)
- Gemeinsame Normdatei: 134520971
- International Standard Name Identifier: 0000 0000 7249 9729
- Library of Congress Control Number: n94110357
- MusicBrainz: 6a64eec6-39a7-4ba4-9939-cdee01fb4c5b
- Nationale Bibliotheek van Israël: 987007350426005171
- Nationale Bibliotheek van Polen: a0000002797463
- Système universitaire de documentation: 156839865
- Virtual International Authority File: 19882106
- WorldCat: E39PBJpjdwxWdVtwy3gt7q6h73